# Schienen-Control
Die Schienen-Control-Kommission ist der unabhängige Regulator des Schienenverkehrs in Österreich. 
Die von der Europäischen Union beschlossene Liberalisierung des Schienenverkehrsmarktes brachte im Zuge der Umsetzung der Richtlinie 91/440/EWG des Rates vom 29. Juli 1991 zur Entwicklung der Eisenbahnunternehmen der Gemeinschaft eine Öffnung der Schienennetze mit sich. Ziel der Liberalisierung ist der Eintritt neuer Unternehmen in den Schienenverkehrsmarkt, die Stimulierung des Wettbewerbs zwischen den Eisenbahnverkehrsunternehmen sowie die effiziente Nutzung des Schienennetzes. Zweck der Regulierung ist die Herstellung und Gewährleistung eines chancengleichen und funktionsfähigen Wettbewerbs zwischen Eisenbahnverkehrsunternehmen durch die Senkung von Markteintrittsbarrieren, Durchführung von Marktanalysen, durch die Sicherstellung des offenen Netzzugangs oder durch die Schlichtung von Streitfällen zwischen den Marktteilnehmern. 
Mit der Wahrnehmung der Regulierungsaufgaben in Österreich wurden 1999 die Schienen-Control Kommission, eine unabhängige Verwaltungsbehörde, die aus einem Vorsitzenden, der dem Richterstand angehört, und zwei weiteren Mitgliedern besteht, betraut. Die Geschäftsführung der Schienen-Control Kommission übernimmt dabei die Schienen-Control GmbH. Darüber hinaus besitzt die Schienen-Control GmbH weitere Aufgaben.  Die Anteilsrechte an der Schienen-Control GmbH sind dem Bund vorbehalten. 
Die Aufgaben des Regulators sind im österreichischen Eisenbahngesetz geregelt. Zu diesen Aufgaben zählt unter anderem die Ausübung der Wettbewerbsaufsicht, Marktbeobachtung, die Schlichtung und Entscheidung über Beschwerden von Eisenbahnunternehmen betreffend den Zugang zur Schieneninfrastruktur und zu sonstigen Leistungen wie Bahnhöfen und technischen Einrichtungen und den Zugang und die Mitbenützung von Anschlussbahnen.

## Schlichtungsstelle
Bei der Schienen-Control GmbH ist weiters die staatliche Schlichtungsstelle für Fahrgastrechte eingerichtet, an die sich Kunden von Eisenbahnunternehmen wenden können, die mit der Entscheidung des Eisenbahnunternehmens in einem Beschwerdefall unzufrieden sind. Die Bedingungen eines Eisenbahnverkehrsunternehmens hinsichtlich Entschädigungszahlungen bei Zugverspätungen können von der Schienen-Control Kommission ganz oder teilweise für unwirksam erklärt werden.

## Agentur für Passagier- und Fahrgastrechte
Seit 2015 ist die Agentur für Passagier- und Fahrgastrechte (apf) gemäß dem Passagier- und Fahrgastrechteagenturgesetz (PFAG) der Schienen-Control GmbH organisatorisch zugeordnet.